# ستيف كروسبي
ستيف كروسبي (بالإنجليزية: Steve Crosbie)‏ هو لاعب الرغبي ‏ نيوزيلندي، ولد في 10 فبراير 1993 في كورك في جمهورية أيرلندا.